# Николай Сорокин
Вижте пояснителната страница за други личности с името Сорокин.
Николай Евгеневич Сорокин (на руски: Николай Евгеньевич Сорокин) (15 февруари, 1952 – 26 март, 2013) е съветски руски театрален и киноактьор, театрален режисьор, педагог. Художествен ръководител и директор Ростовския академичен театър драма „Максим Горки“, Народен артист на Русия (1999).

## Биография
Николай Сорокин е роден на 15 февруари 1952 година.
От 1971 до 1975 г. учи в Ростовския училище за изкуство в класа по актьорско майсторство на нар. арт. СССР Михаил Бушнов. През 1975 г. влизат в трупа на Ростовския театър „М. Горки“.
Завършва през 1984 г. режисьорския факултет в Държавни институт за театрално изкуство в класа на нар. арт. СССР Елина Бистрицка.
През 1988 г. актьорът получава почетното званието „Заслужил артист РСФСР“, от 1999 г. „Народен артист на Русия“.
Депутат в Държавната дума (III събрание 1999 – 2003 гг.), заместник-председател комитет за култура и туризъм, член на политическия партия „Единна Русия“.
От 1996 г. до март 2013 г. (от 2007 г. – директор на театъра) Николай Сорокин работи като художествен ръководител в Ростовския академичен драматичен театър „М. Горки“. Професор в Ростовския филиал на Петербургския университет за култура и изкуство.
Работи в България, в Плевенския драматично-куклен театър „Иван Радоев" поставя пиесата „Васа Железнова“ на Максим Горки .
Николай Сорокин умира на 26 март 2013 година.